# Gare Vaudreuil
Cet article concerne la gare. Pour la ville de Vaudreuil-Dorion, voir Vaudreuil-Dorion. Pour les autres significations, voir Vaudreuil.
La gare Vaudreuil est une gare d'exo située dans la ville de Vaudreuil-Dorion. Elle dessert les trains de banlieue de la ligne exo 1.

## Correspondances

### Autobus

#### exo La Presqu'Île[2]
| Circuit | Destinations                                     |
| ------- | ------------------------------------------------ |
| 1       | Seigneurie – Gare Vaudreuil                      |
| 2       | Bourget – Gare Vaudreuil                         |
| 4       | Floralies – Gare Vaudreuil                       |
| 5       | Gare Dorion – Gare Vaudreuil                     |
| 6       | Rivière De La Cité – Gare Vaudreuil              |
| 7       | John-Abbott / Pointe-Claire – Gare Vaudreuil     |
| 9       | Gare Vaudreuil - Gare Dorion via Marier          |
| 15      | Gare Vaudreuil - Gare Dorion JOUR / SOIR         |
| 21      | Hudson – Gare Vaudreuil                          |
| 51      | Saint-Lazare – Gare Vaudreuil                    |
| 61      | Rigaud - Route Harwood - Gare Vaudreuil          |
| 91      | Liaison des gares - Gérald-Godin - Pointe-Claire |
| A-40    | Gare Vaudreuil - Terminal Côte-Vertu             |

| Circuit | Destination                               |
| ------- | ----------------------------------------- |
| 99      | Salaberry-de-Valleyfield - Gare Vaudreuil |